# Patumbak Dua
Patumbak Dua is een bestuurslaag in het regentschap Deli Serdang van de provincie Noord-Sumatra, Indonesië. Patumbak Dua telt 6016 inwoners (volkstelling 2010).